# A párizsi Notre-Dame nagyorgonája
A párizsi Notre-Dame székesegyház nagyorgonája ötmanuálos, pedálos, 113 regiszteres orgona. A székesegyház kórusán található még ezen kívül egy kis orgona is.

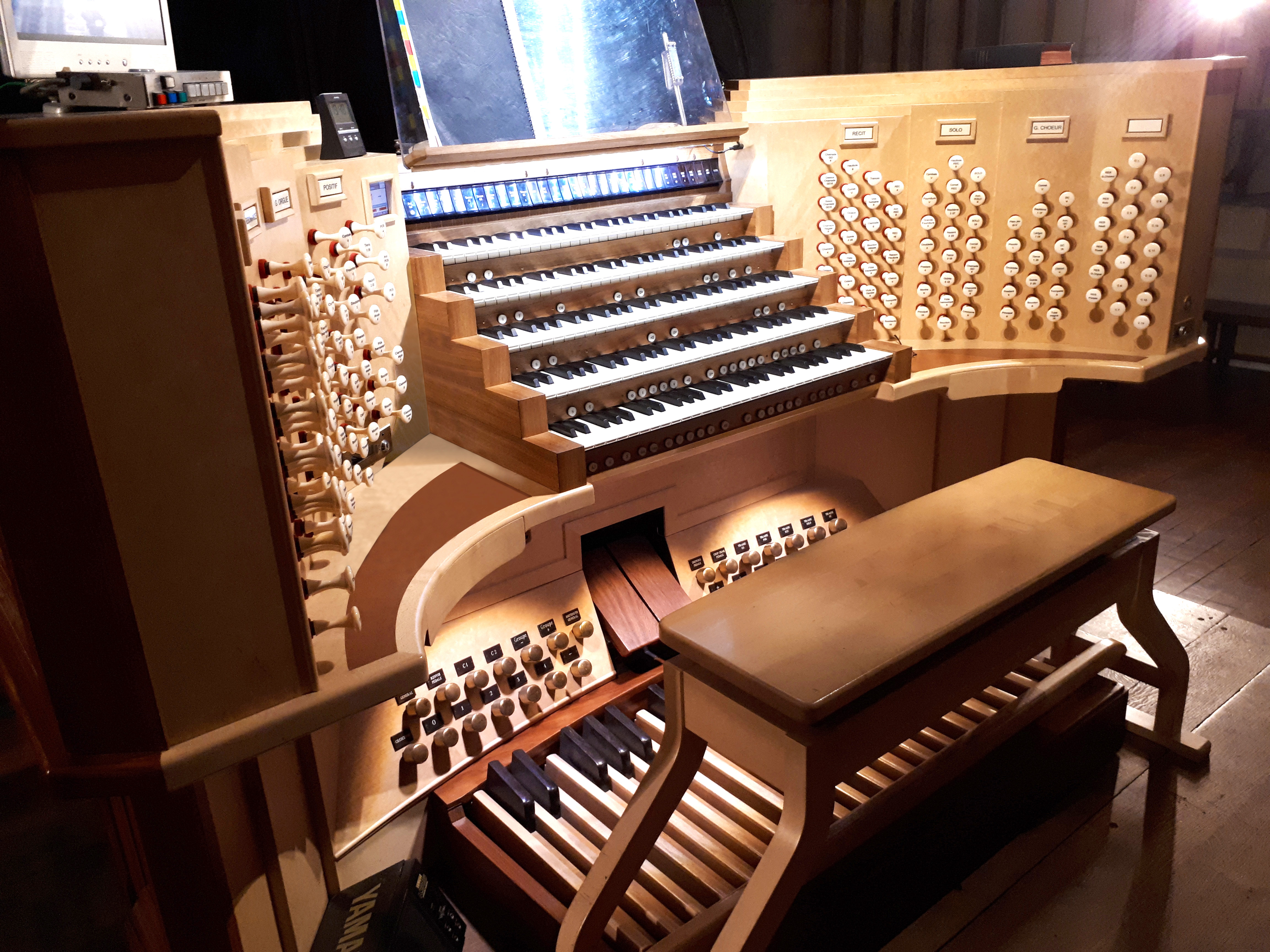
A nagyorgona klaviatúrája

## Története
Az első orgonát 1334-ben építette Jean de Bruges.
1730-ban XV. Lajos parancsára kibővítették a hangszert 5 manuálosra, ekkor 46 regiszteres lett. Rengeteg sípot megmentettek a 15. századból, ezek a mai napig szólnak. 1864 és 1867 között Aristide Cavaillé-Coll Barker-emelők segítségével 86 regiszteresre bővítette. (Ebben a munkában gyakornokként részt vett Angster József későbbi magyar orgonagyáros is.)
1900 és 1937 között Louis Vierne volt az orgonista, kérésére 1902-ben átintonálták a hangszert, s 1932-ben részben elektromossá tették a vezérlést, és kisebb bővítéseket eszközöltek rajta.
1959-ben Pierre Cochereau kérésére szintén átintonálták, és teljesen elektromos vezérlést kapott, a Barker-emelőket kiváltották. Részben a vierne-i elképzelések mentén kezdték a hangszer bővítését. Új, amerikai stílusú játszóasztala lett. A mechanikát kiváltó vezetékek hossza ekkor több mint 700 kilométer volt. 1969 és 1973 között 3 regiszter vízszintes trombitával bővítették tovább. Cochereau teljesen megváltoztatta a hangszer hangszínét, saját ízléséhez alakította, úgy, hogy a régi jellege is teljesen megmaradt, sőt egybeolvadt az új regiszterekkel.
Az 1990-es évekre az állapota a rengeteg kábel oxidációs problémái miatt nagyon leromlott. Kiszámíthatatlanná és gyakran teljesen működésképtelené vált. Ekkor indult el a Notre-Dame teljes felújítása, amelynek részeként teljesen új vezérlést és játszóasztalt kapott. 1990-1992 között 28 000 munkaórával a teljes sípállományt megtisztították, és további két új vízszintes trombitát építettek a homlokzatba. A vezérlést teljesen számítógép-alapúvá tették, amit a francia állam felkérésére a francia telekommunikációs cég, a SYNAPTEL készített el. Ezt a digitális vezérlést is kicserélték azóta.
A Notre-Dame nagyorgonája ma a világ egyik legjobb ilyen hangszere, 113 regiszteres és 5 manuálos, amelynek a hivatalos orgonistái 1985 óta Philippe Lefebvre és Jean-Pierre Leguay, valamint Olivier Latry, akit generációjának legjelentősebbjei közt tartanak számon.

## A 2019. április 15-i tűzeset
2019. április 15-én kigyulladt a templom, de az orgona megmenekült,  Emmanuel Grégoire párizsi alpolgármester április 16-án bejelentette, hogy a műkincsek védelmére kidolgozott intézkedési terv szerint teszik a dolgukat. Pascal Quoirin restaurátor szakértő vizsgálatai szerint a tűz nem tett semmiféle kárt az orgonában.

## Orgonisták
- 1334 : Jean de Bruges
- 1392-1415 : Renaud de Reims
- 1415-1436 : Henri de Saxe
- 1436-1440 : Jacques Le Mol
- 1440-1453 : Arnoul Greban
- 1453-1458 : Jehan Bailly
- 1458-1459 : Jehan Campana
- 1459-1463 : különböző orgonisták
- 1463-1475 : Jehan Perrenet
- 1475-1504 : Jehan Hannyn
- 1504-1515 : Jehan Peu
- 1515-1527 : Jehan Regnault
- 1527-1529 : Pierre Mouton
- 1529-1537 : Jehan Regnault
- 1537-1568 : Loys Regnault
- 1568-1570 : Henry Berenger
- 1570-1579 : Jean D’Oisy
- 1579-1580 : Jean Sogard
- 1580-1600 : Pierre Chabanceau de la Barre
- 1598-1600 : Claude Chabanceau de la Barre
- 1600-1610 : Guillaume Maingot
- 1610-1616 : Charles Thibault
- 1616-1618 : Jacques Petitjean
- 1618-1659 : Charles Racquet, 1643 és 1647–1659 között a fia, Jean Racquet helyettesítette
- 1689-1730 : Médéric Corneille
- 1730-1755 : Antoine Calviere
- 1755-1789 : Armand-Louis Couperin
- 1755-1760 : René Drouard Du Bousset
- 1755-1772 : Louis-Claude Daquin
- 1755-1761 : Charles-Alexandre Jollage
- 1760-1793 : Claude-Bénigne Balbastre
- 1761-1772 : Pierre-Claude Foucquet
- 1772-1793 : Nicolas Sejan
- 1772-1783 : Claude Etienne Luce
- 1783-1793 : Jean-Jacques Beauvarlet Charpentier
- 1789 : Pierre-Louis Couperin
- 1789-1793 : Gervais-François Couperin
- 1802-1806 : Antoine Desprez
- 1806-1834 : François Lacodre dit Blin
- 1834-1840 : Joseph Pollet
- 1840-1847 : Félix Danjou
- 1847-1900 : Eugène Sergent
- 1900-1937 : Louis Vierne
- 1937-1954 : Léonce de Saint-Martin, helyettese Pierre Moreau 1946-ig
- 1955-1984 : Pierre Cochereau, helyettese Pierre Moreau 1984-ig
- 1985-1990 : Yves Devernay
- 1985-től  : Olivier Latry, Philippe Lefebvre, Jean-Pierre Leguay

### Louis Vierne helyettesei
- 1900-1904 : A. Schmitt
- 1904-1908 : E. Avigne és L’Abbé Levergeois
- 1908-1912 : E. Bourdon és A. Renoux
- 1912-1914 : L. Andlauer és G. Choisnel
- 1914-1923 : M. Dupré
- 1924-1925 : P. Auvray
- 1923-1930 : L. de Saint-Martin
- 1929-1931 : M. Duruflé
- 1931-1937 : L. de Saint-Martin

## Az orgona építői
- Jean de Bruges, 1334
- Frédéric Schambantz, 1401
- Jean Chabancel (F. Schambantz fia), 1415
- Jean Bourdon, 1458
- Jean Robelin, 1476
- Pasquier Bauldry, 1540
- Nicolas Dabenet, 1564
- Valéran De Heman, 1609 valamint 1620
- Pierre Thierry, 1636 valamint 1646
- Jacques Carouge, 1672
- Alexandre Thierry – Hippolyte Ducastel, 1691
- Jean Bessart, 1699
- François Thierry, 1730
- François-Henri Clicquot, 1783
- Pierre-François Dallery, 1812
- Louis-Paul Dallery, 1838
- Aristide Cavaille-Coll, 1868 valamint 1894
- Charles Mutin, 1904
- Société Cavaille-Coll, Joseph Beuchet, 1932
- Jean Hermann, 1963
- Robert Boisseau, 1966
- Jean-Loup Boisseau, 1975
- Jean-Loup Boisseau és Bertrand Cattiaux, 1992

Philippe Emeriau, Michel Giroud, Société Synaptel

## Diszpozíció
| I. Grand-Orgue | II. Positif | III. Récit | IV. Solo | V. Grand-chœur | Pédale |
| --- | --- | --- | --- | --- | --- |
| 56 hang Violonbasse 16 Bourdon 16 Montre 8 Viole de Gambe 8 Flûte Harmonique 8 Bourdon 8 Prestant 4 Octave 4 Doublette 2 Fourniture harmonique II-V sor Cymbale harmonique II-V sor Bombarde 16 réelle au 1er ut Trompette 8 Clairon 4 Chamades Grand-orgue Trompette 8 Clairon 4 Chamade Récit Trompette 8 | 56 hang Montre 16 Bourdon 16 Salicional 8 Flûte Harmonique 8 Bourdon 8 Unda maris 8 Prestant 4 Flûte douce 4 Nazard 2 2/3 Doublette 2 Tierce 1 3/5 Fourniture V sor Cymbale V sor Clarinette 16 Cromorne 8 Clarinette aiguë 4 | 56 hang Récit expressif Quintaton 16 Diapason 8 Viole de gambe 8 Voix céleste 8 Flûte traversière 8 Bourdon céleste 8 Octave 4 Flûte octaviante 4 Quinte 2 2/3 Octavin 2 Bombarde 16 Trompette 8 Clairon 4 Basson-hautbois 8 Clarinette 8 Voix humaine 8 Trémolo Récit classique Fa2 à sol5 Dessus de Cornet V Dessus de Hautbois 8 Chamades Récit Trompette 8 Clairon 4 Régale 2/16 Chamades Grand-orgue Trompette 8 Clairon 4 | 56 hang Bourdon 32 (au 2e ut) Principal 16 Principal 8 Flûte harmonique 8 Quinte 5 1/3 Prestant 4 Tierce 3 1/5 Nazard 2 2/3 Septième 2 2/7 Doublette 2 Cornet II à V sor Fourniture III sor Fourniture V sor Cymbale V sor Cromorne 8 Chamades Grand-orgue Trompette 8 Clairon 4 | 56 hang Principal 8 Bourdon 8 (a) Prestant 4 (b) Nazard 2 2/3 (c) Doublette 2 (d) Tierce 1 3/5 (e) Larigot 1 1/3 Septième 1 1/7 Piccolo 1 Plein jeu IV sor Tuba magna 16 Trompette 8 Clairon 4 Cornet (appel des jeux a,b,c,d,e) | Cavaillé-Coll 30 hang Principal 32 Contrebasse 16 Soubasse 16 Quinte 10 2/3 Flûte 8 Violoncelle 8 Tierce 6 2/5 Quinte 5 1/3 Septième 4 4/7 Octave 4 Contre-Bombarde 32 Bombarde 16 Basson 16 Trompette 8 Basson 8 Clairon 4 Boisseau 32 hang Bourdon 8 Flûte 4 Tierce 3 1/5 Nazard 2 2/3 Flûte 2 Tierce 1 3/5 Larigot 1 1/3 Piccolo 1 Fourniture III Cymbale IV Chalumeau 4 Clairon 2 Chamades G.O. 8 és 4 Chamades Récit 8, 4, 2/16 |

## Hangminta
- J.S. Bach : Toccata and fuga in d minor at Notre Dame de Paris. YouTube
- Pierre Cochereau improvizáció. YouTube
- Philippe Lefebvre hangszerbemutató 1995. YouTube
- Philippe Lefebvre improvizációja francia barokk stílusban. YouTube
- Philippe Lefebvre's Entree improvisation. YouTube
- Philippe Lefebvre – improvisation. YouTube
- Olivier Latry improvizáció 2007. YouTube
- Jean-Pierre Leguay - Chamades - improvizáció
- Jean-Pierre Leguay – Grand Choeur Symphonique – improvizáció